# Puig Rodó (Sant Mori)
El Puig Rodó és una muntanya de 116 metres que es troba al municipi de Sant Mori, a la comarca catalana de l'Alt Empordà.